# 田町倉庫

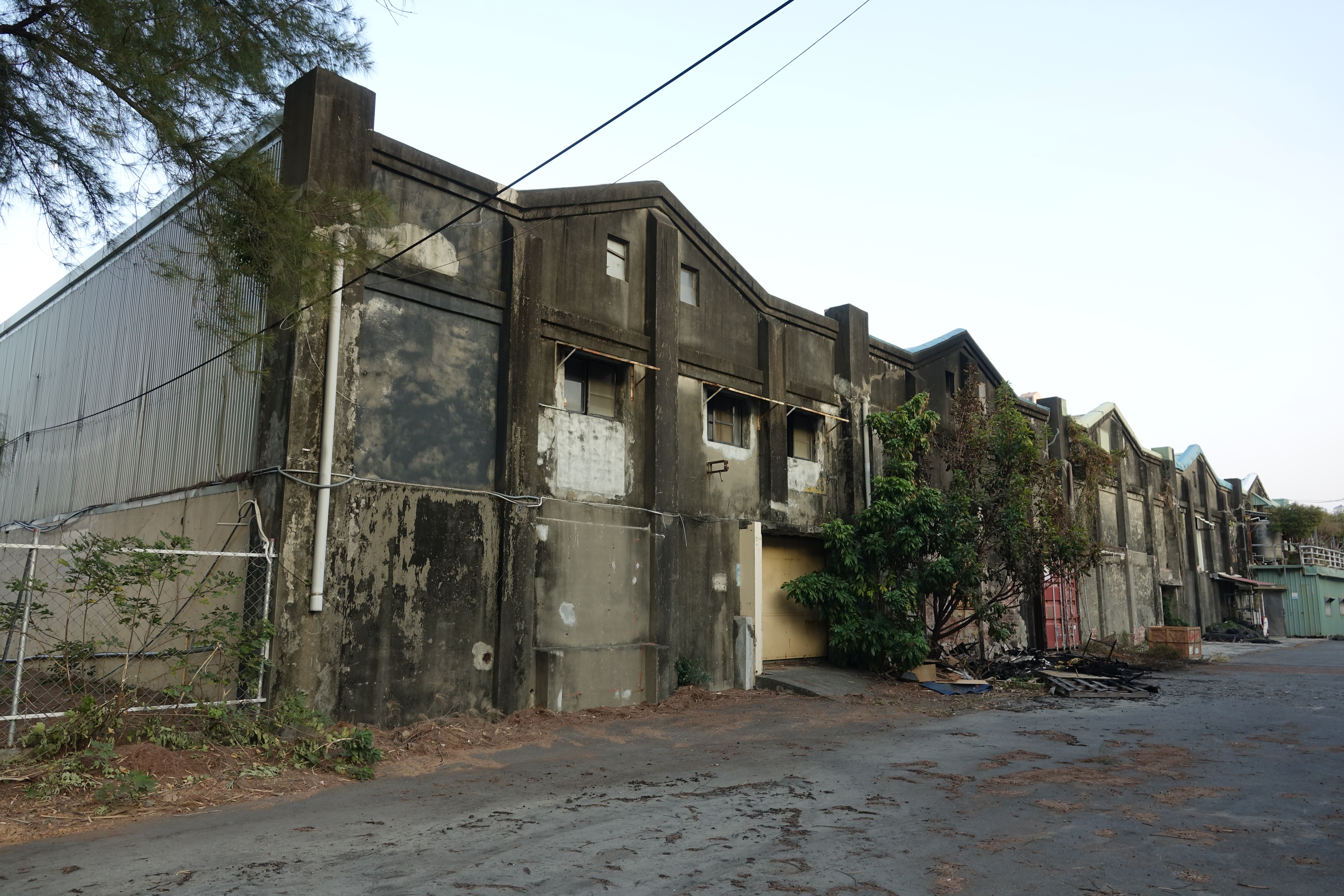
田町倉庫

田町倉庫，是一座位於台灣高雄市鼓山區河西一路的倉庫群，為日治時期台灣倉庫株式會社於田町所興建。

## 歷史
該倉庫建於昭和7年（1932年）9月26日，原位在高雄市田町4丁目12號，緊鄰縱貫鐵路田町驛（今鼓山車站）前，濱臨愛河，是一排由煉瓦建造的連棟倉庫，最初主要用於儲存石油所使用。
戰後，倉庫由台灣鐵路管理局接收，仍稱田町倉庫。目前倉庫對外出租，有愛河偶戲館、鄧麗君紀念文物館等租用。其中後排靠鐵道側倉庫則作為鐵工廠或修車廠使用。